# Clima da Alemanha

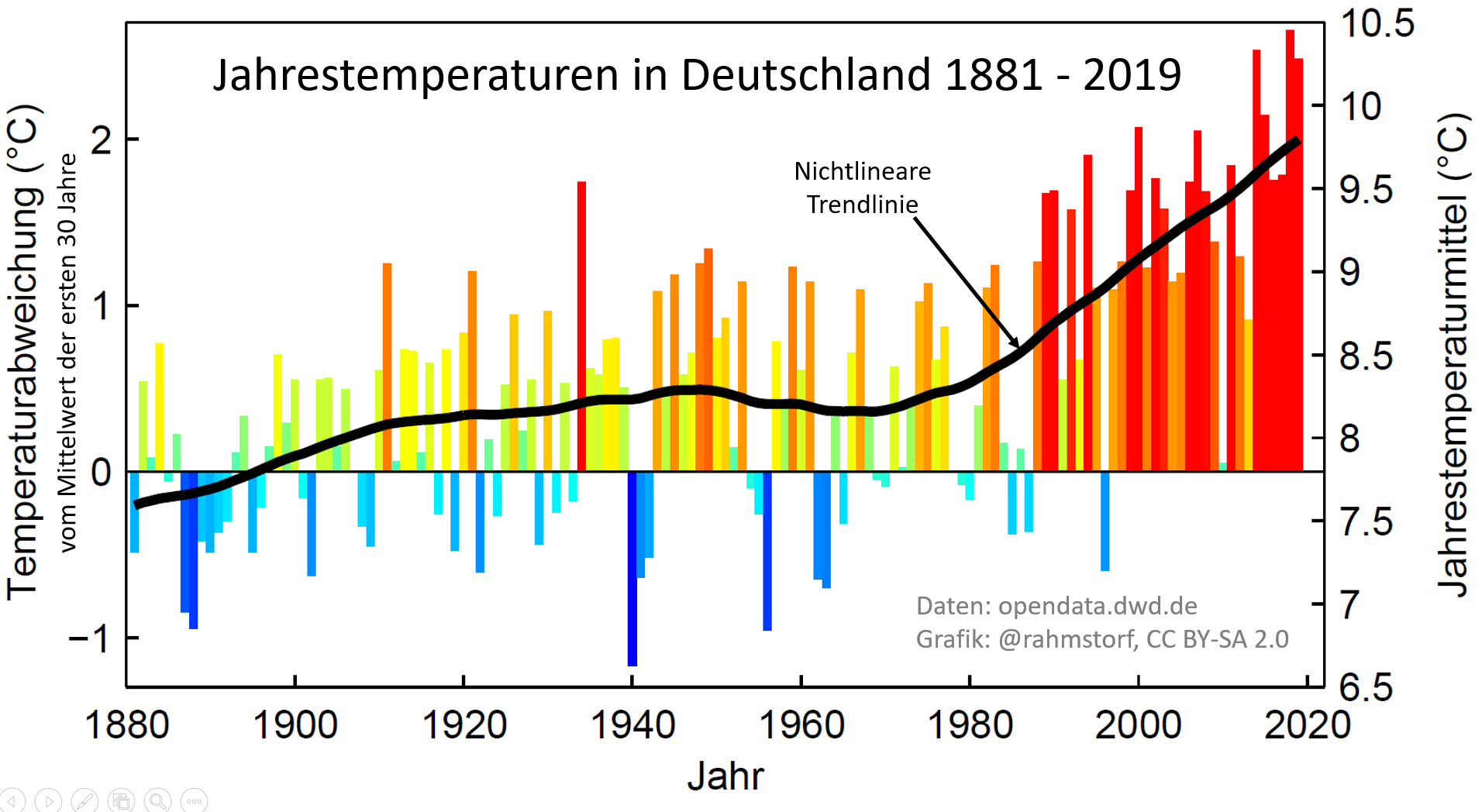
temperatura anual na Alemanha.

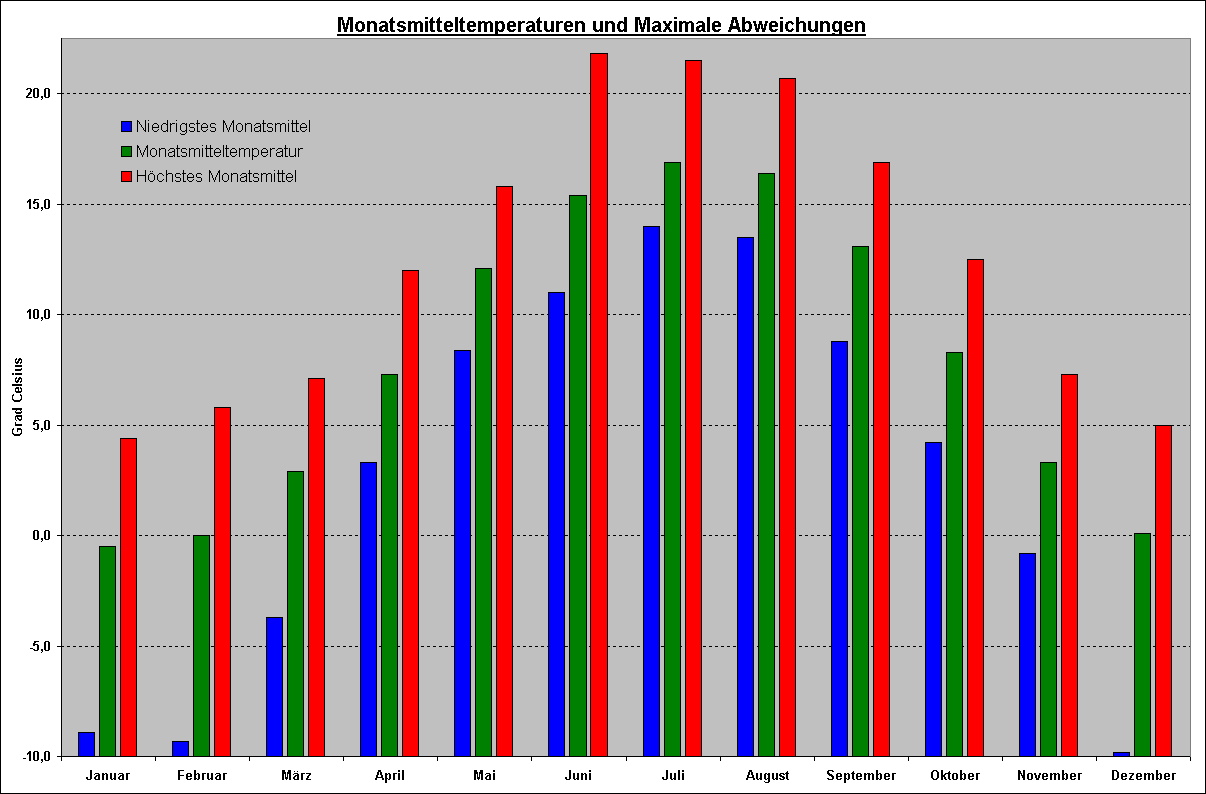
Temperatura média mensal na Alemanha

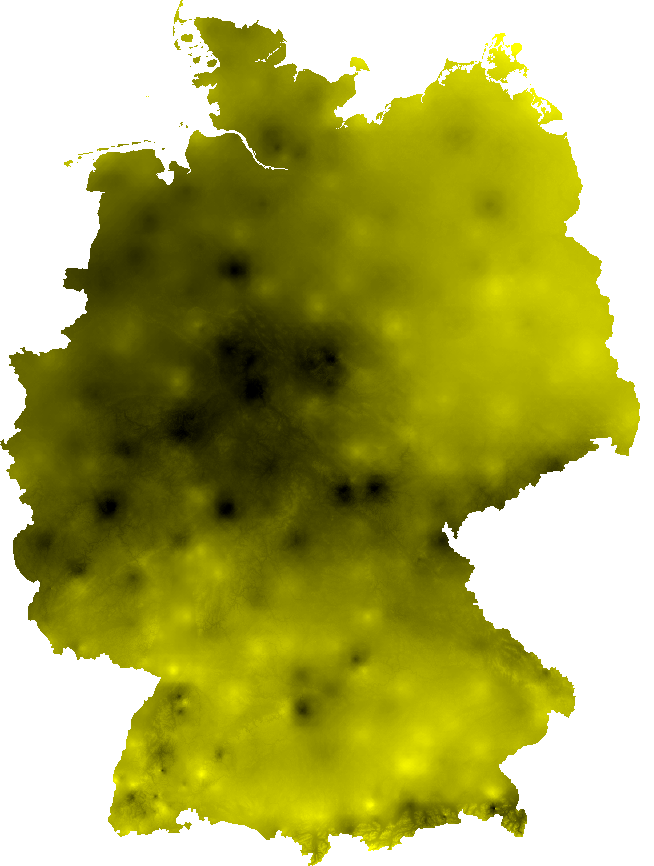
Mapa de calor da Alemanha entre 1981-2010

A Alemanha, localizada na Europa Central, possui um clima variado que é influenciado por sua localização geográfica, topografia diversificada e proximidade com corpos d'água, como o Mar do Norte, o Mar Báltico e as montanhas dos Alpes. Esses fatores contribuem para a presença de diferentes tipos de clima em todo o país, desde o clima oceânico no norte até o clima continental no sul.

## Tipos climáticos
Clima Oceânico no Norte
Na região norte da Alemanha, predominantemente plana, o clima é classificado como oceânico ou marítimo, influenciado principalmente pela Corrente do Golfo, que traz ar quente e úmido do oeste. As temperaturas são moderadas ao longo do ano, com invernos suaves e verões frescos. As chuvas são frequentes e distribuídas ao longo do ano, com um leve aumento durante os meses de verão. As regiões costeiras, como Hamburgo e Bremen, geralmente experimentam um clima mais úmido e ventoso devido à influência direta do Mar do Norte.
Clima Continental no Sul
À medida que avançamos para o sul da Alemanha, especialmente nas áreas ao longo da fronteira com a Áustria e a Suíça, o clima torna-se mais continental devido à distância dos corpos d'água e à presença das montanhas dos Alpes. Os invernos nesta região são mais frios, com temperaturas que frequentemente caem abaixo de zero, enquanto os verões são mais quentes, com períodos de calor e precipitação mais escassa. As áreas montanhosas, como Baviera e Baden-Württemberg, podem experimentar nevascas intensas durante os meses de inverno, especialmente em altitudes mais elevadas.

## Variações Regionais
Além desses padrões gerais, existem variações climáticas significativas dentro da Alemanha devido à topografia diversificada do país. Por exemplo, as áreas montanhosas no sul recebem mais neve e têm condições climáticas mais severas do que as planícies do norte. As regiões do leste, mais distantes da influência moderadora dos oceanos, tendem a ter temperaturas mais extremas, com invernos mais frios e verões mais quentes do que as regiões costeiras.

## Mudanças Climáticas
Assim como em muitas partes do mundo, a Alemanha também está enfrentando os impactos das mudanças climáticas. Nos últimos anos, o país tem observado um aumento nas temperaturas médias, eventos climáticos extremos mais frequentes, como ondas de calor, tempestades e inundações, e mudanças nos padrões de precipitação. O governo alemão tem implementado medidas para reduzir as emissões de gases de efeito estufa e adaptar-se aos impactos das mudanças climáticas, buscando promover a sustentabilidade e a resiliência em todo o país.
Assim, o clima da Alemanha é caracterizado por uma diversidade de padrões climáticos, que variam desde o clima oceânico no norte até o clima continental no sul, com variações regionais significativas devido à topografia e à influência dos corpos d'água circundantes. As mudanças climáticas estão desempenhando um papel crescente na moldagem do clima do país, exigindo ação para mitigar seus efeitos e promover a sustentabilidade a longo prazo.